# 海濱幕張站

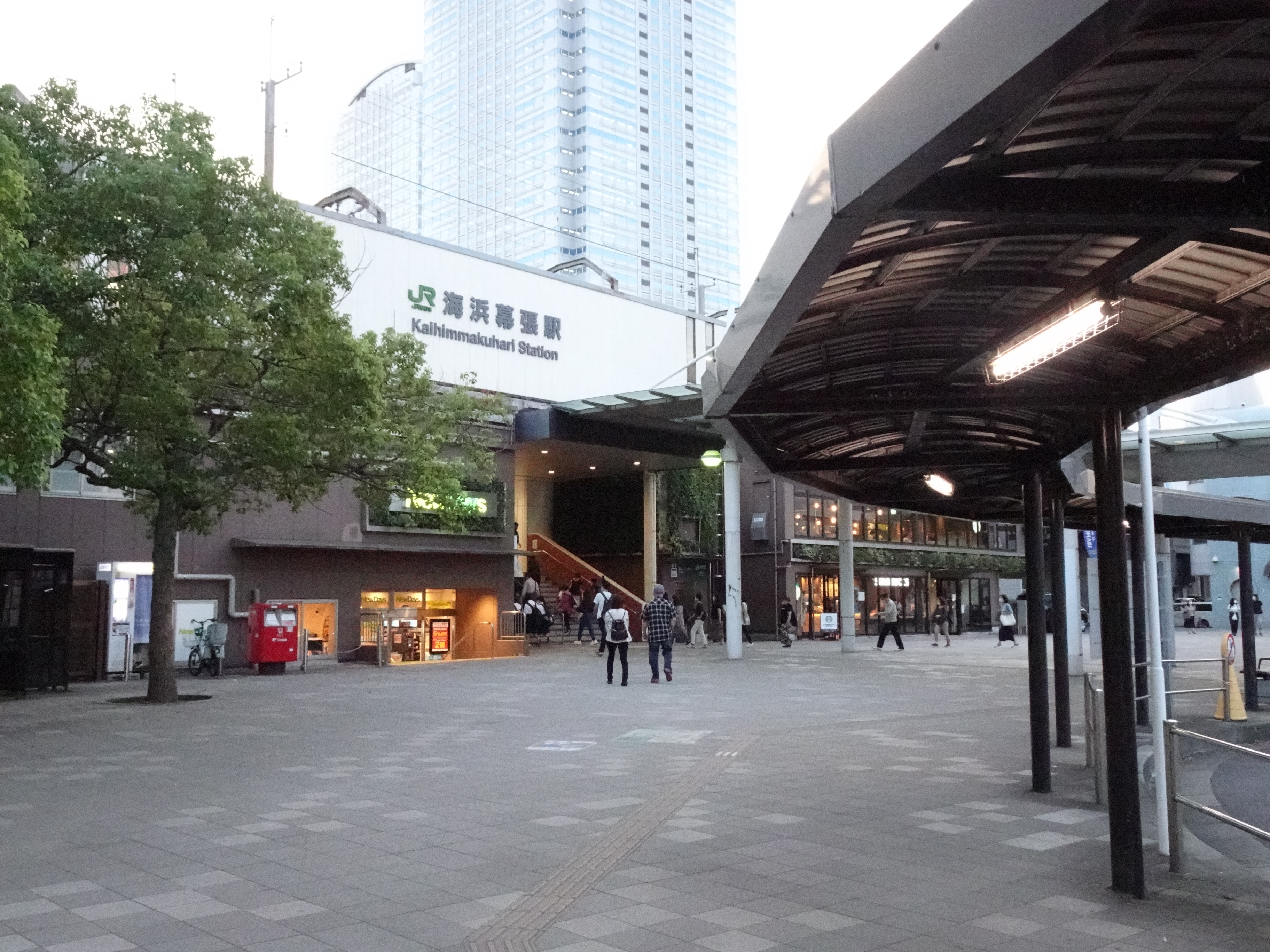
北口（2021年10月）

海濱幕張站（日语：／ Kaihin-makuhari eki */?）是位於日本千葉縣千葉市美濱區篊野二丁目，屬於東日本旅客鐵道（JR東日本）京葉線的鐵路車站。車站編號是JE 14。

## 概要
本站堪稱幕張新都心的玄關，車站附近有很多商務樓、酒店、 購物中心。車站南側有幕張展覽館及千葉海洋球場等休閒設施，逢有重大展覽活動及棒球比賽時乘客較多。
本站是自武藏野線直通的列車（包括「下總」號）於千葉縣的終點站，因而在站可乘坐武藏野線的直通列車和京葉線列車。但直通該站的列車並不於早晚通勤時間以外的早晨、白天、深夜運行，因而需要在南船橋車站或市川鹽濱車站換乘。 2002年12月1日時刻表修改之前曾在白天也設有直通列車，但隨著京葉快速南船橋停車而廢止。

## 車站構造
本站為高架車站，設有2面4線的島式月台。站内設有綠色窗口（營業時間7:00-20:00）、指定席售票機、自動售票機、自動檢票機與自動精算機。

### 月台配置
| 月台    | 路線     | 方向 | 目的地                         | 備註                                              |
| ------- | -------- | ---- | ------------------------------ | ------------------------------------------------- |
| 1、2    | 京葉線   | 下行 | 千葉港、蘇我方向               | 2號月台為待避                                     |
| 2、3    | 武藏野線 | -    | 西船橋、新松戶、府中本町方向   |                                                   |
| 2、3、4 | 京葉線   | 上行 | 南船橋、舞濱、新木場、東京方向 | 部分折返始發位於2號月台 3號月台為待避、折返與始發 |

（來源：JR東日本:車站構內圖 （页面存档备份，存于））
* 參考資料：「武蔵野線、京葉線　建設の経緯と線路配線」 『鉄道ピクトリアル』 第52巻8号（通巻第720号） 2002年8月号

#### 發車音樂
車站自開業以來曾使用發車電鈴，2005年3月26日開始，應當地居民的要求，使用位於該車站附近的職棒球隊千葉羅德海洋隊的隊歌作為發車音樂。

### 站內店鋪
車站內設有餐廳「Dila海濱幕張」和便利店「NEWDAYS」。

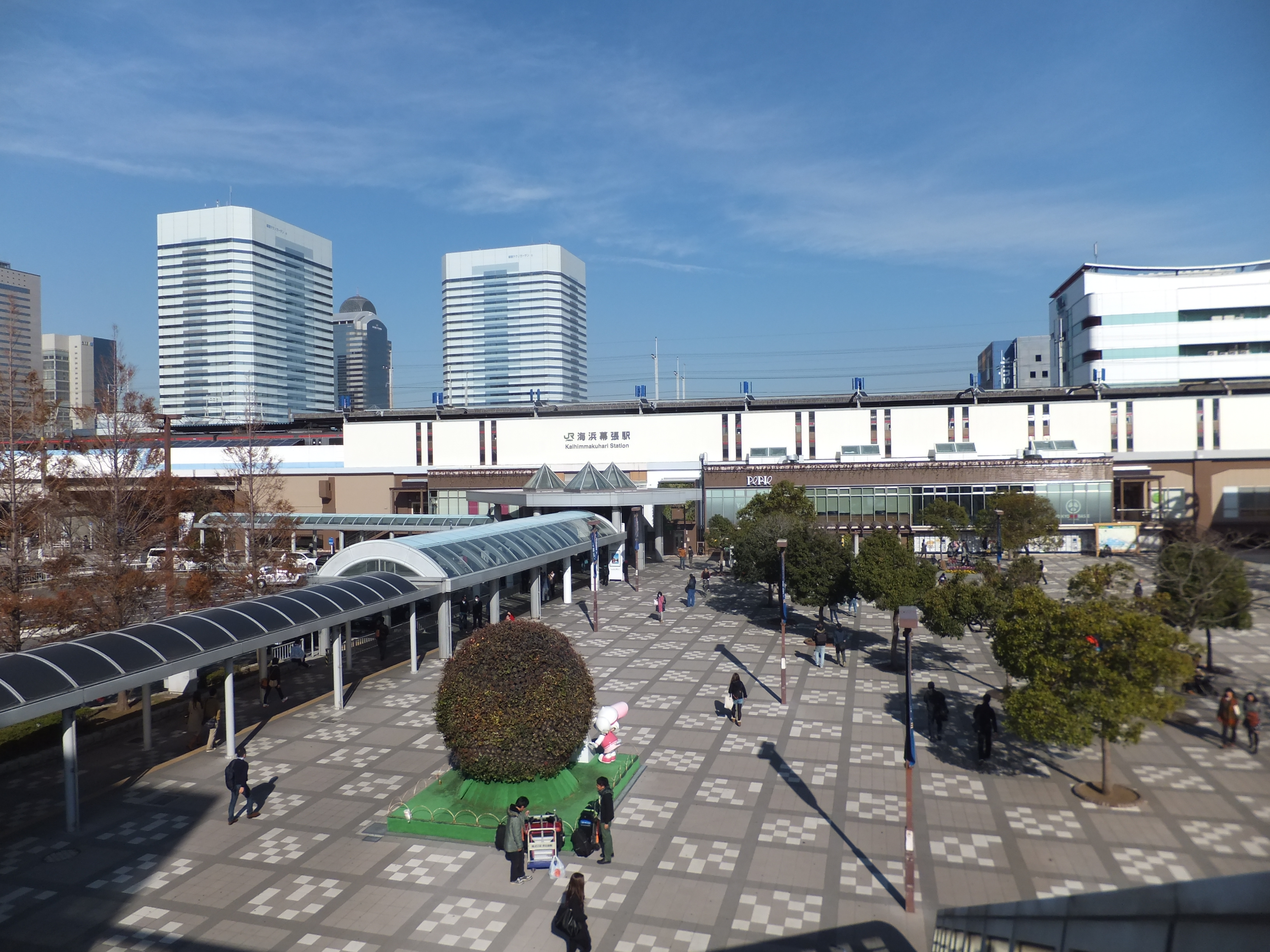
南口遠景（2013年12月）
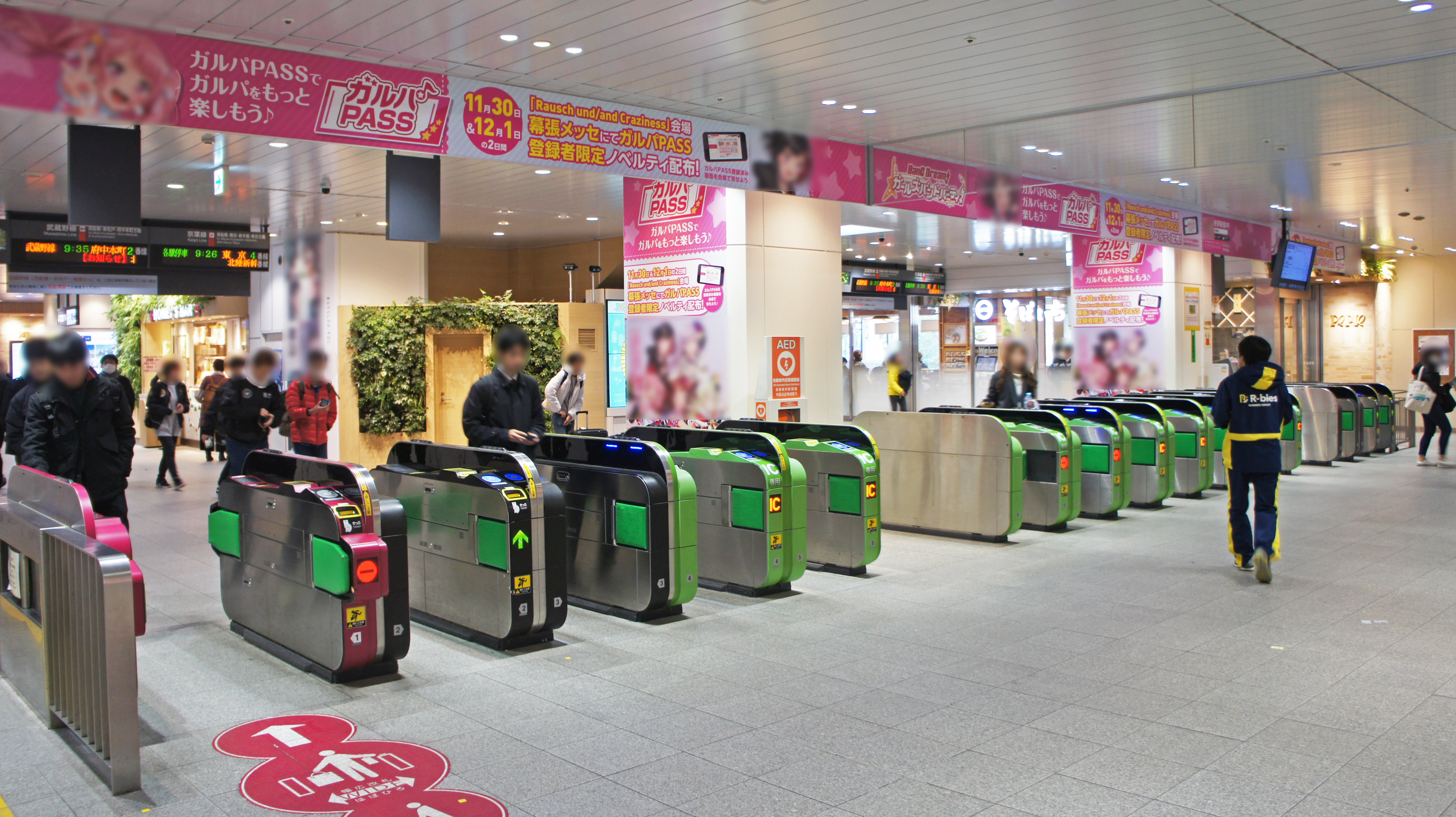
驗票口（2019年12月）
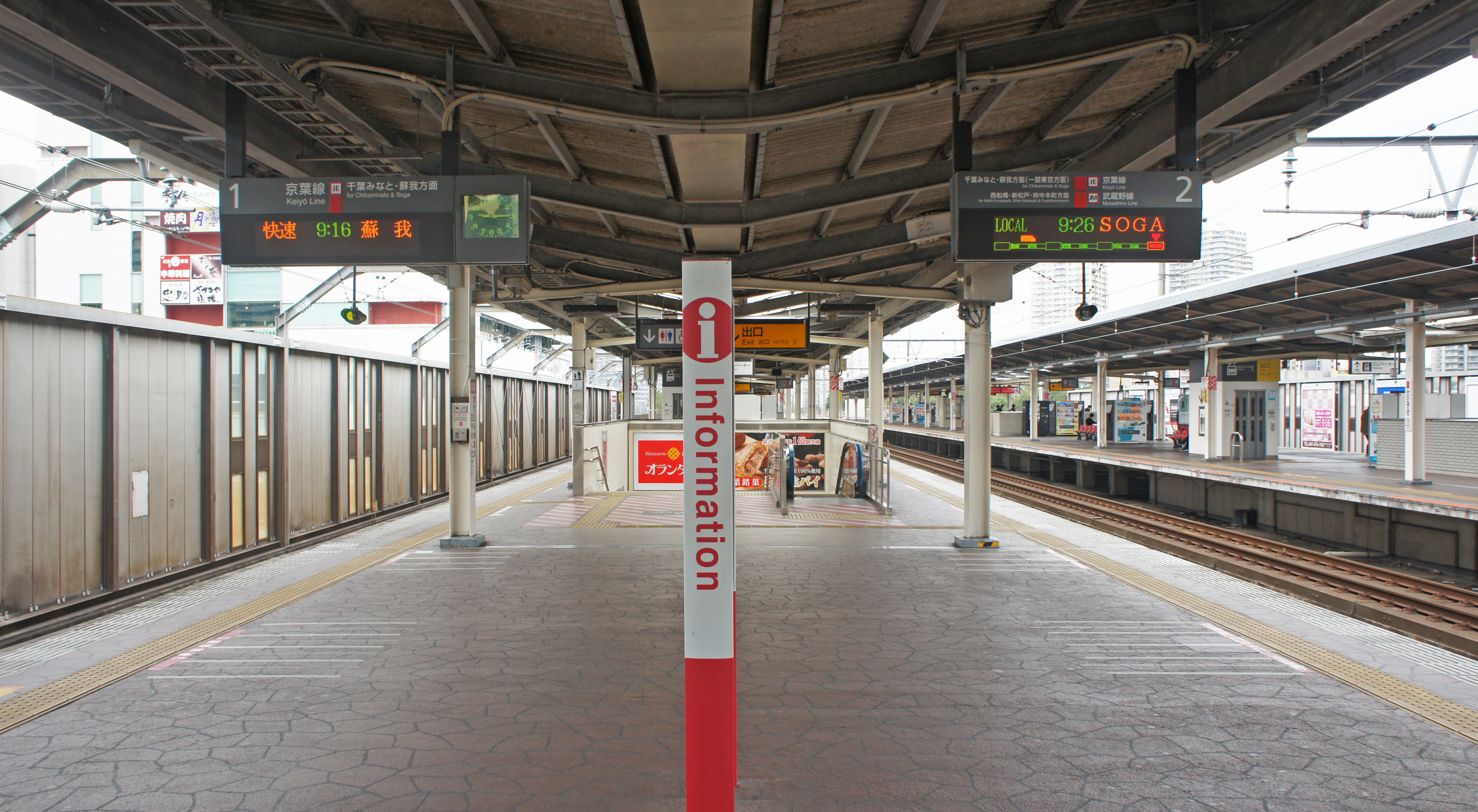
1號與2號月台（2019年12月）
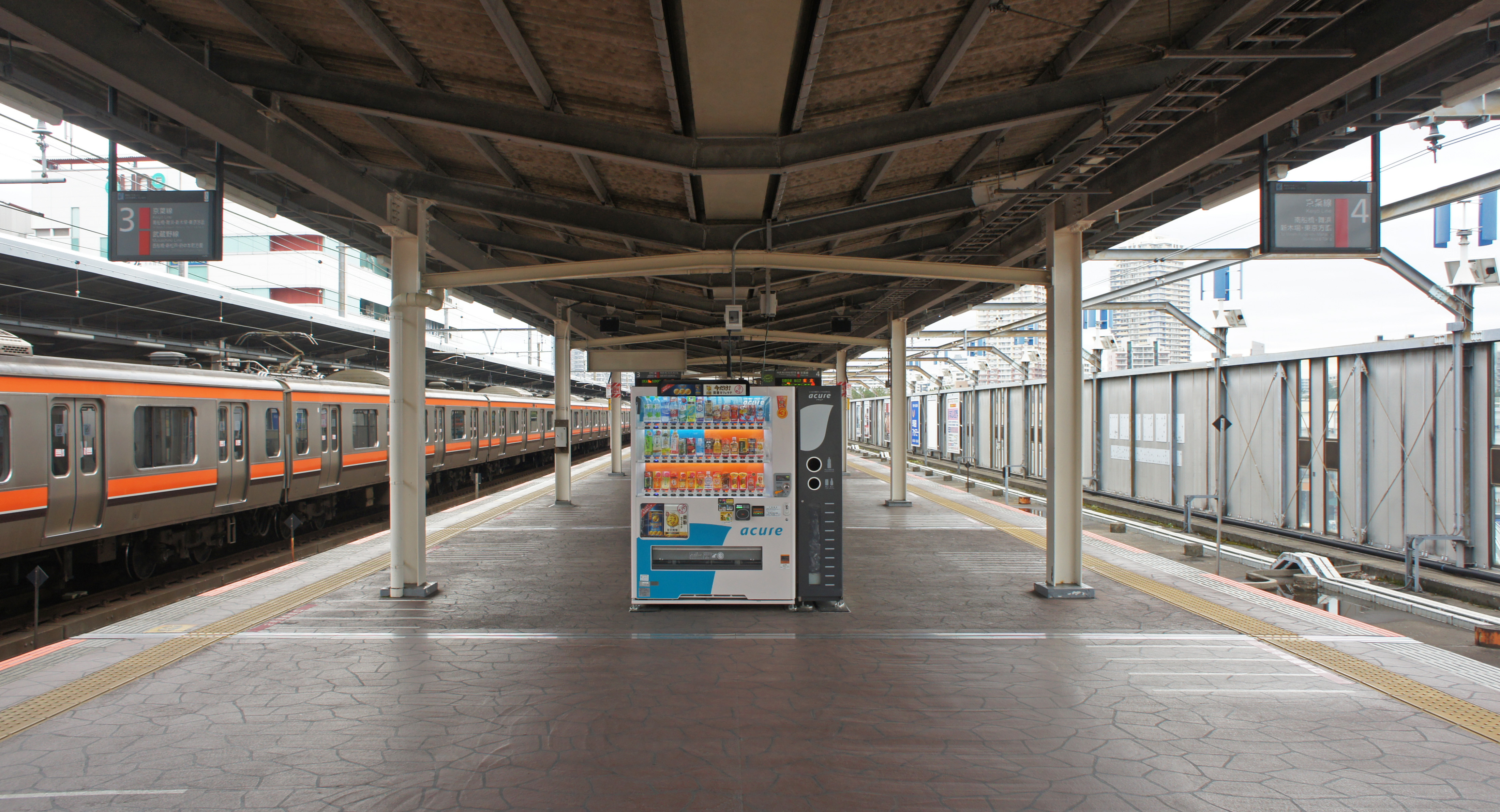
3號與4號月台（2019年12月）

## 使用情況
2019年（令和元年）度的1日平均上車人次為68,111人。
在京葉線的經停車站中次於新木場站、舞濱站之後排名第3，千葉市內的車站中位於千葉車站之後排名第2位（JR東日本中排名第68位）。另外在單獨路線車站來說是縣內第1位（若將舞濱站視為單獨站則為第2位）。乘客數每年均有增加，2007年度超過5萬人，2011年度超過新浦安車站。
近年的1日平均上車人次的推移如下表。
| 年度               | 1日平均 上車人次 | 來源     |
| ------------------ | ---------------- | -------- |
| 1985年（昭和60年） | 554              | [ * 1 ]  |
| 1986年（昭和61年） | 747              | [ * 2 ]  |
| 1987年（昭和62年） | 914              | [ * 3 ]  |
| 1988年（昭和63年） | 1,843            | [ * 4 ]  |
| 1989年（平成元年） | 7,150            | [ * 5 ]  |
| 1990年（平成02年） | 15,400           | [ * 6 ]  |
| 1991年（平成03年） | 19,445           | [ * 7 ]  |
| 1992年（平成04年） | 23,024           | [ * 8 ]  |
| 1993年（平成05年） | 29,764           | [ * 9 ]  |
| 1994年（平成06年） | 31,970           | [ * 10 ] |
| 1995年（平成07年） | 33,553           | [ * 11 ] |
| 1996年（平成08年） | 32,362           | [ * 12 ] |
| 1997年（平成09年） | 34,302           | [ * 13 ] |
| 1998年（平成10年） | 33,219           | [ * 14 ] |
| 1999年（平成11年） | 35,766           | [ * 15 ] |
| 2000年（平成12年） | 38,056           | [ * 16 ] |
| 2001年（平成13年） | 41,730           | [ * 17 ] |
| 2002年（平成14年） | 43,054           | [ * 18 ] |
| 2003年（平成15年） | 43,662           | [ * 19 ] |
| 2004年（平成16年） | 44,403           | [ * 20 ] |
| 2005年（平成17年） | 48,813           | [ * 21 ] |
| 2006年（平成18年） | 49,561           | [ * 22 ] |
| 2007年（平成19年） | 53,366           | [ * 23 ] |
| 2008年（平成20年） | 52,795           | [ * 24 ] |
| 2009年（平成21年） | 53,022           | [ * 25 ] |
| 2010年（平成22年） | 52,397           | [ * 26 ] |
| 2011年（平成23年） | 53,722           | [ * 27 ] |
| 2012年（平成24年） | 55,681           | [ * 28 ] |
| 2013年（平成25年） | 59,515           | [ * 29 ] |
| 2014年（平成26年） | 61,112           | [ * 30 ] |
| 2015年（平成27年） | 63,225           | [ * 31 ] |
| 2016年（平成28年） | 65,377           | [ * 32 ] |
| 2017年（平成29年） | 67,572           | [ * 33 ] |
| 2018年（平成30年） | 68,378           |          |
| 2019年（令和元年） | 68,111           |          |

備註
1. ↑  1986年3月3日開業。開業日から同年3月31日までの計29日間を集計したデータ。

## 歷史
該站在京葉線修築至東京車站實現全線通車之前，快速列車並不在該站停車。後隨著幕張新都心的發展，現在是京葉線的經停車站中，唯一一個特急列車停車車站。
- 1986年（昭和61年）3月3日－本站開業。當時是日本國有鐵道（日本國鐵）的車站。
- 1987年（昭和62年）4月1日－國鐵分割民營化，本站由JR東日本接手經營。
- 1991年（平成3年）3月16日－因時刻表修改，快速列車開始停靠本站。
- 2001年（平成13年）11月18日－智能卡系統Suica啟用。
- 2005年（平成17年）3月26日－引入發車音樂。
- 2008年（平成20年）3月1日－設置指定席售票機。

## 其他
- 雖然現在「幕張」一詞多指該車站附近區域，但「幕張」最早是指總武線幕張車站、幕張本鄉車站及京成千葉線京成幕張車站、京成幕張本鄉車站附近。該車站其實與這四個車站距離頗遠。因車站附近是填海地，當時並沒有地名，因而借用了幕張這一名稱。
- 開業之前的臨時名稱是「新幕張」。

## 相鄰車站
東日本旅客鐵道
 京葉線
- 特急「若潮」部分停車站

■通勤快速
通過
■快速
南船橋（JE 11）－海濱幕張（JE 14）－檢見川濱（JE 15）
■各站停車
幕張豐砂（JE 13）－海濱幕張（JE 14）－檢見川濱（JE 15）
 武藏野線直通
■各站停車、■下總號
幕張豐砂（JE 13）－海濱幕張（JE 14）

### 使用情況
1. ↑  .   [2017-07-20]. （原始内容存档于2017-10-21）.
2. ↑  千葉市統計書 （页面存档备份，存于） - 千葉市

JR東日本的2000年度以後的上車人次
1. ↑  各駅の乗車人員（2000年度） （页面存档备份，存于） - JR東日本
2. ↑  各駅の乗車人員（2001年度） （页面存档备份，存于） - JR東日本
3. ↑  各駅の乗車人員（2002年度） （页面存档备份，存于） - JR東日本
4. ↑  各駅の乗車人員（2003年度） （页面存档备份，存于） - JR東日本
5. ↑  各駅の乗車人員（2004年度） （页面存档备份，存于） - JR東日本
6. ↑  各駅の乗車人員（2005年度） （页面存档备份，存于） - JR東日本
7. ↑  各駅の乗車人員（2006年度） （页面存档备份，存于） - JR東日本
8. ↑  各駅の乗車人員（2007年度） （页面存档备份，存于） - JR東日本
9. ↑  各駅の乗車人員（2008年度） （页面存档备份，存于） - JR東日本
10. ↑  各駅の乗車人員（2009年度） （页面存档备份，存于） - JR東日本
11. ↑  各駅の乗車人員（2010年度） （页面存档备份，存于） - JR東日本
12. ↑  各駅の乗車人員（2011年度） （页面存档备份，存于） - JR東日本
13. ↑  各駅の乗車人員（2012年度） （页面存档备份，存于） - JR東日本
14. ↑  各駅の乗車人員（2013年度） （页面存档备份，存于） - JR東日本
15. ↑  各駅の乗車人員（2014年度） （页面存档备份，存于） - JR東日本
16. ↑  各駅の乗車人員（2015年度） （页面存档备份，存于） - JR東日本
17. ↑  各駅の乗車人員（2016年度） （页面存档备份，存于） - JR東日本
18. ↑  各駅の乗車人員（2017年度） （页面存档备份，存于） - JR東日本
19. ↑  各駅の乗車人員（2018年度） （页面存档备份，存于） - JR東日本
20. ↑  各駅の乗車人員（2019年度） （页面存档备份，存于） - JR東日本

千葉縣統計年鑑
1. ↑  .   [2020-07-29]. （原始内容存档于2020-01-08）.
2. ↑  .   [2020-07-29]. （原始内容存档于2020-01-08）.
3. ↑  .   [2020-07-29]. （原始内容存档于2020-01-08）.
4. ↑  .   [2020-07-29]. （原始内容存档于2020-01-08）.
5. ↑  .   [2020-07-29]. （原始内容存档于2020-01-08）.
6. ↑  千葉県統計年鑑（平成3年） 的存檔，存档日期2016-08-26.
7. ↑  千葉県統計年鑑（平成4年） 的存檔，存档日期2016-08-26.
8. ↑  千葉県統計年鑑（平成5年） 的存檔，存档日期2016-08-26.
9. ↑  千葉県統計年鑑（平成6年） 的存檔，存档日期2016-08-26.
10. ↑  千葉県統計年鑑（平成7年） 的存檔，存档日期2016-08-26.
11. ↑  千葉県統計年鑑（平成8年） 的存檔，存档日期2016-08-26.
12. ↑  千葉県統計年鑑（平成9年） 的存檔，存档日期2016-08-26.
13. ↑  千葉県統計年鑑（平成10年） 的存檔，存档日期2016-08-26.
14. ↑  千葉県統計年鑑（平成11年） 的存檔，存档日期2016-08-26.
15. ↑  .   [2017-07-20]. （原始内容存档于2017-09-30）.
16. ↑  .   [2017-07-20]. （原始内容存档于2017-09-30）.
17. ↑  .   [2017-07-20]. （原始内容存档于2017-09-30）.
18. ↑  .   [2017-07-20]. （原始内容存档于2017-09-30）.
19. ↑  .   [2017-07-20]. （原始内容存档于2017-09-30）.
20. ↑  .   [2017-07-20]. （原始内容存档于2017-09-30）.
21. ↑  千葉県統計年鑑（平成18年） 的存檔，存档日期2016-08-26.
22. ↑  千葉県統計年鑑（平成19年） 的存檔，存档日期2016-08-26.
23. ↑  千葉県統計年鑑（平成20年） 的存檔，存档日期2017-08-30.
24. ↑  .   [2017-07-20]. （原始内容存档于2017-08-30）.
25. ↑  .   [2017-07-20]. （原始内容存档于2017-08-30）.
26. ↑  .   [2017-07-20]. （原始内容存档于2017-08-30）.
27. ↑  .   [2017-07-20]. （原始内容存档于2017-08-30）.
28. ↑  .   [2017-07-20]. （原始内容存档于2017-08-30）.
29. ↑  .   [2017-07-20]. （原始内容存档于2017-08-11）.
30. ↑  .   [2017-07-20]. （原始内容存档于2017-08-11）.
31. ↑  .   [2018-01-02]. （原始内容存档于2017-08-11）.
32. ↑  .   [2020-07-29]. （原始内容存档于2020-04-24）.
33. ↑  .   [2020-07-29]. （原始内容存档于2020-04-24）.

## 外部連結
- 車站資訊（海濱幕張）：東日本旅客鐵道

35°38′54″N 140°2′30.7″E / 35.64833°N 140.041861°E